# Chantal Laboureur
Chantal Laboureur (Friedrichshafen, 4 de enero de 1990) es una deportista alemana que compite en voleibol, en la modalidad de playa. Ganó una medalla de bronce en el Campeonato Europeo de Vóley Playa de 2017.

## Palmarés internacional
| Campeonato Europeo | Campeonato Europeo | Campeonato Europeo | Campeonato Europeo |
| Año                | Lugar              | Medalla            | Pareja             |
| ------------------ | ------------------ | ------------------ | ------------------ |
| 2017               | Jūrmala (Letonia)  | Medalla de bronce  | Julia Sude         |